# Pleurothallis magnipetala
Pleurothallis magnipetala är en orkidéart som beskrevs av Charles Schweinfurth. Pleurothallis magnipetala ingår i släktet Pleurothallis och familjen orkidéer. Inga underarter finns listade i Catalogue of Life.